# Josef Seidel
Josef Seidel (2. října 1859, Líska [Hasel, nyní součást České Kamenice] – 21. října 1935, Český Krumlov) byl portrétní a krajinářský fotograf.

## Počátky

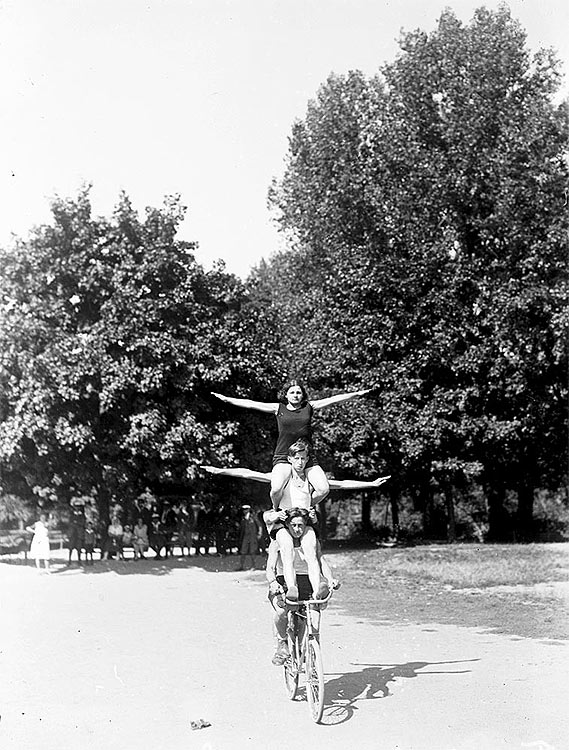
Foto: Josef Seidel

Pocházel z chudé německé rodiny, žijící v oblasti tzv. Sudet nedaleko Děčína. Seidelův otec pracoval jako brusič skla. On sám se vyučil fotografem a po vyučení sbíral zkušenosti jako fotografický pomocník v mnoha ateliérech téměř po celém Rakousku-Uhersku. Po dobu dvou let pracoval též ve vídeňské továrně na skleněné fotografické desky. Po kratičkých pobytech v Opavě (1886) a Prachaticích (1887) se roku 1888 stal vedoucím fotografem ateliéru „Gotthard Zimmer“ v Českém Krumlově, který po Zimmerově smrti (1886) vedla vdova Karolína. Roku 1888 od ní tento podnik odkoupil.

## Vrcholné období

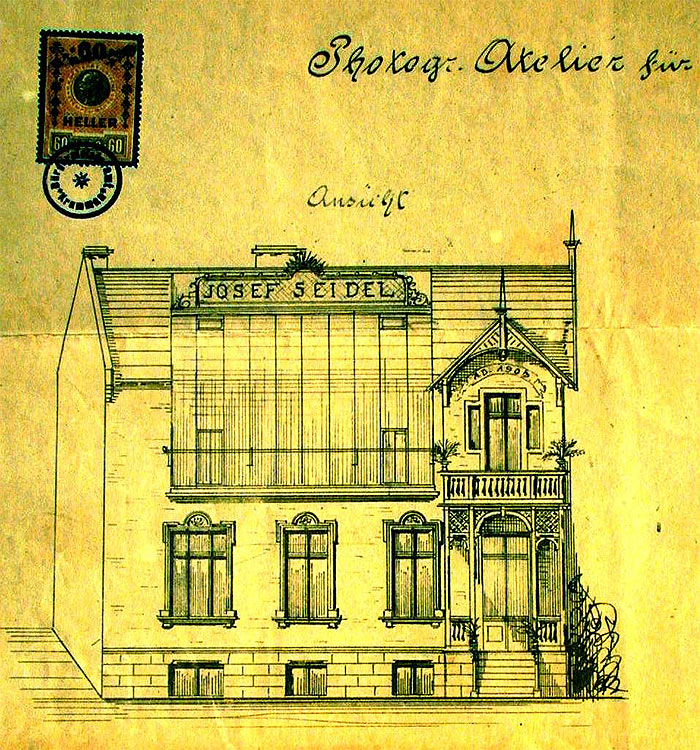
Seidelův dům s fotoateliérem – výřez původní projektové dokumentace z roku 1905

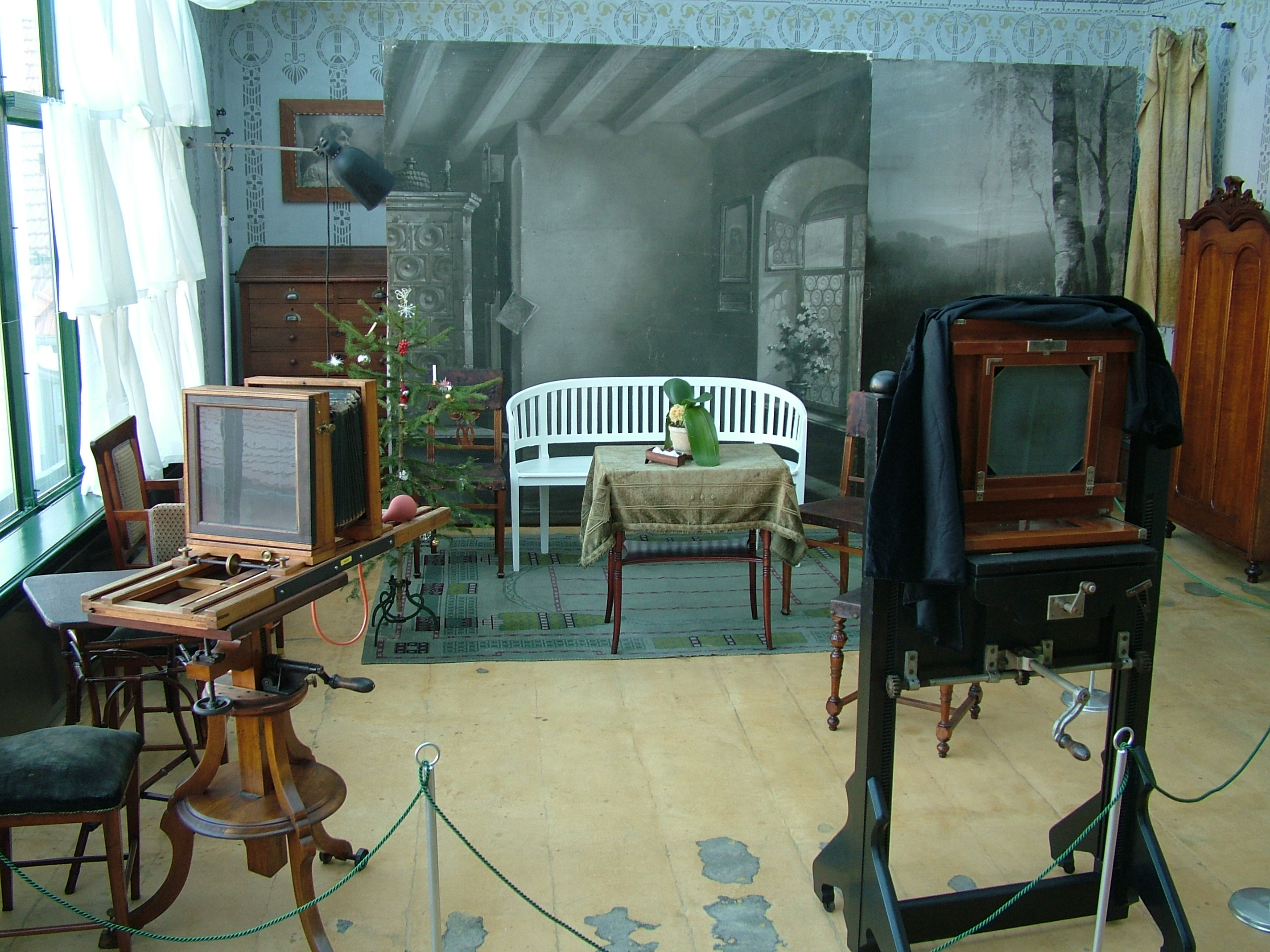
Seidelův fotoateliér po rekonstrukci v roce 2008

Velmi brzy se stal vyhlášeným fotografem. Kromě jeho hlavní činnosti, totiž portrétní fotografie, se začal věnovat fotografování Českého Krumlova a dalších měst a vesnic v širokém okolí. Fotografoval také Šumavu a Novohradské hory. Ve srovnání s ostatními fotografy pracujícími v této oblasti vynikají Seidelovy práce velmi vysokou kvalitou. Technickou bravuru podtrhuje i to, že Seidel své desky a fotografie pouze minimálně retušoval. Seidel však nezapře ani výrazný výtvarný a kompoziční talent.
Při fotografické činnosti Seidel též neustále vydatně experimentoval. Už na počátku století vytvářel panoramatické fotografie a od roku 1910 tvořil technikou autochromu barevné fotografie.
Nejen tyto barevné a panoramatické fotografie, ale také řadu dalších fotografií krajiny vydával Josef Seidel na pohlednicích. Při zabavení fotoarchivu krajinných fotografií komunistickou mocí čítal archiv zhruba 5249 kusů negativů. Část z nich ovšem zhotovil také jeho syn František.
Snaha zachycovat krajinu ve všech ročních obdobích jej vedla k používání bicyklu a lyží, takže patří i k průkopníkům cyklistiky a lyžování. Ze stejných důvodů si roku 1905 obstaral motocykl Laurin & Klement. Po celý život byl přesvědčeným sociálním demokratem.
Z roku 1905 pochází unikátně dochovaný Seidelův dům s fotoateliérem v Českém Krumlově v Linecké ulici. Tato ojedinělá kulturní a technická památka, dochovaná včetně obrovského archivu exponovaných fotografických negativů a původního fotografického vybavení, prošel v letech 2006–2008 nákladnou rekonstrukcí a v červnu 2008 byl otevřen jako stálá expozice a muzeum.

## Odkaz Josefa Seidela
Po Josefově smrti pokračoval až do roku 1949 v činnosti fotografického ateliéru jeho syn František Seidel (1908–1997), který byl neméně zdatným fotografem.
Josef Seidel patří vedle Josefa Wolfa (1864–1938) k nejvýznamnějším fotografům Šumavy. Jeho fotografie se pravidelně objevují na výstavách historických fotografií. Publikací s jeho historickými fotografiemi je už dnes kolem deseti. Významné jsou také Seidelovy experimenty s tehdy nejmodernějšími fotografickými technikami. Přesto je tento fotograf dodnes ne zcela doceněn. Spolu s postupujícími pracemi na záchraně fotoateliéru a dalšího fotografického odkazu došlo k postupné rehabilitaci jeho osoby a fotografického díla.
Od prosince 2016 nazvaly České dráhy jménem Josef Seidel nově zavedený expresní vlak spojující Prahu a Český Krumlov.

## Galerie

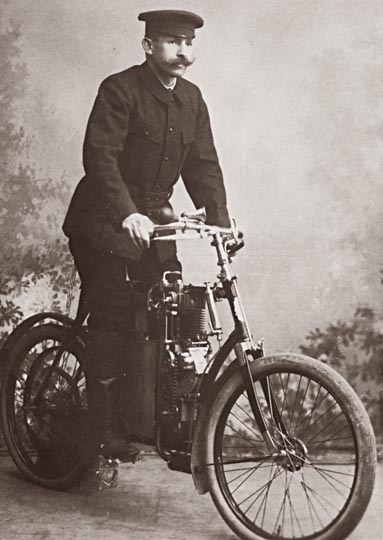
Josef Seidel na motocyklu
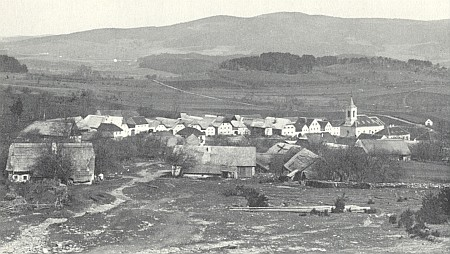
Fotografie dnes zaniklé obce Vitěšovice
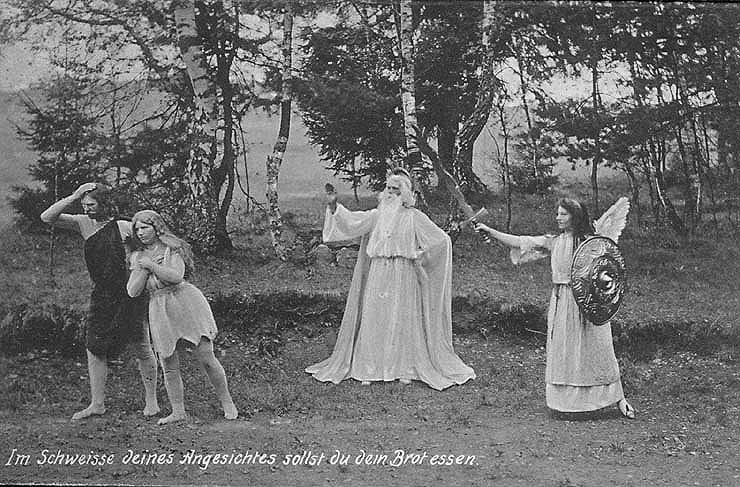
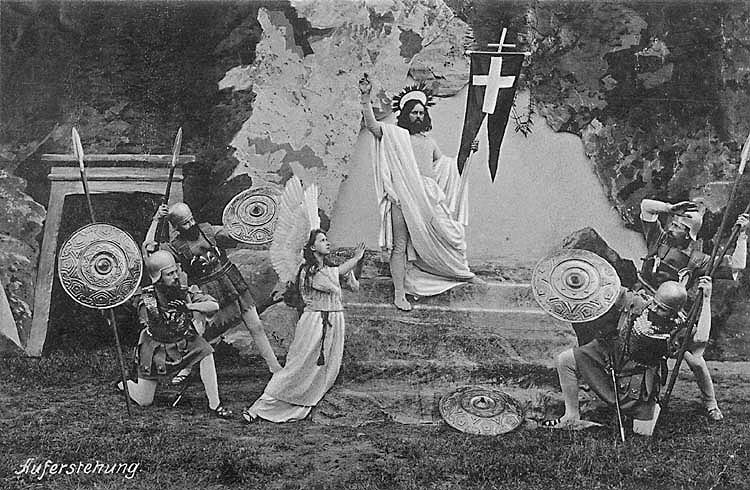
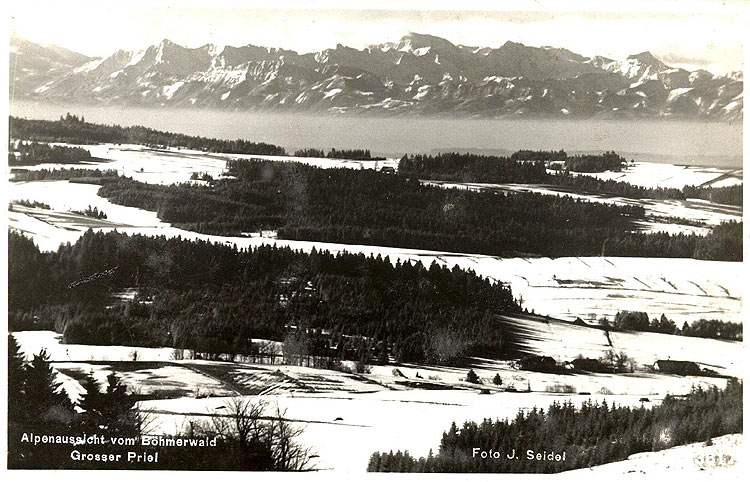
Šumavská vyhlídka na Alpy
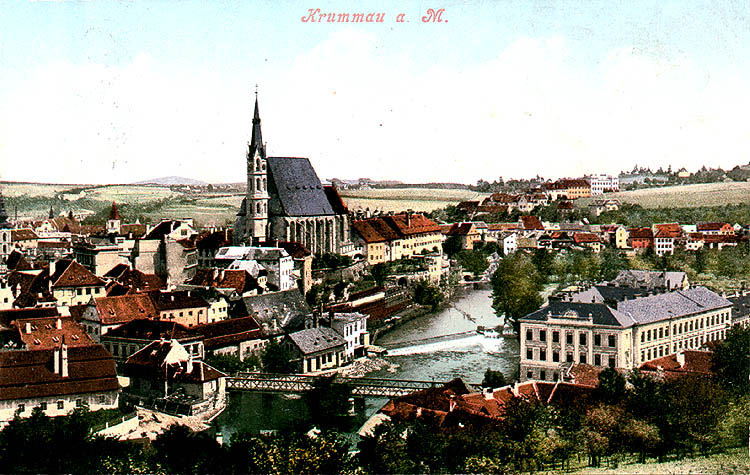
Český Krumlov s kostelem sv. Víta, sbírkový fond Okresního vlastivědného muzea Český Krumlov
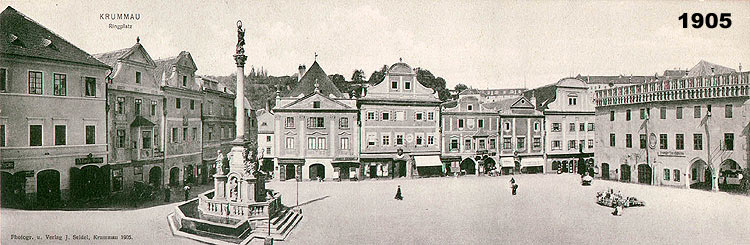
Panoramatický pohled na českokrumlovské náměstí, 1905
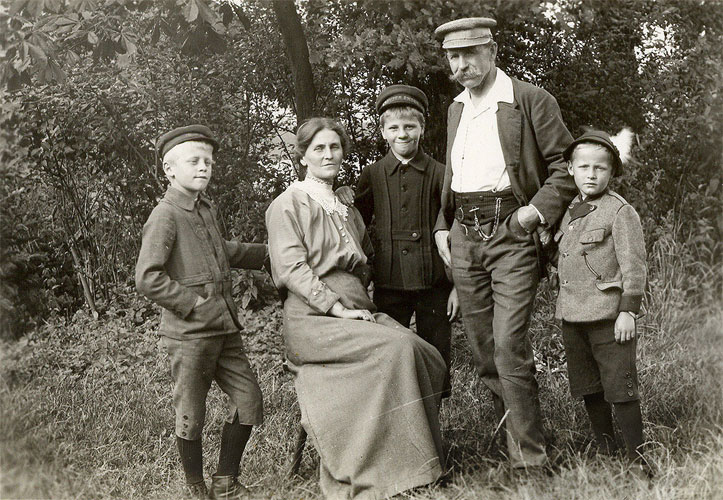
Rodina Josefa Seidela, dobová fotografie
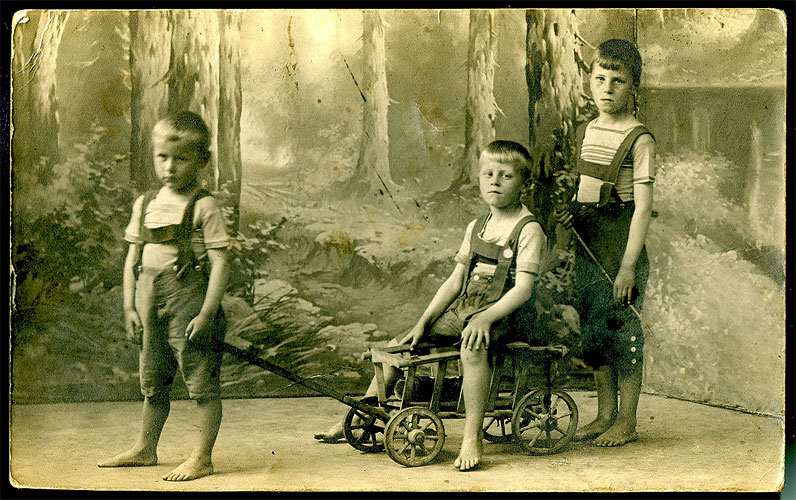
Synové Josefa Seidela, dobová fotografie
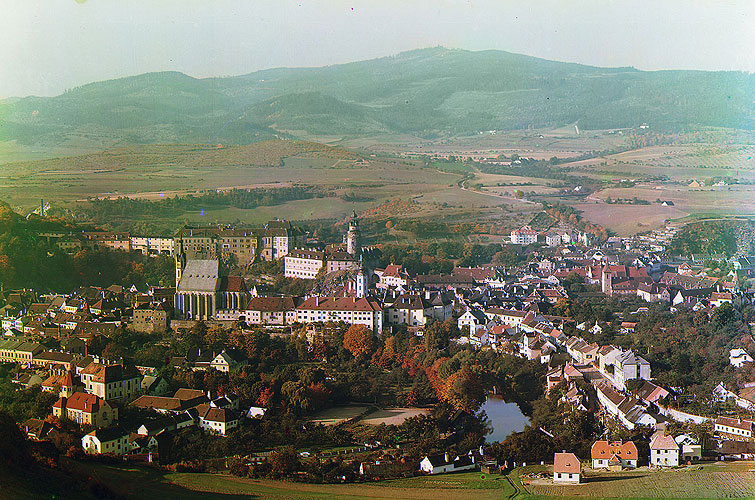
Tříbarevná fotografie Josefa Seidela
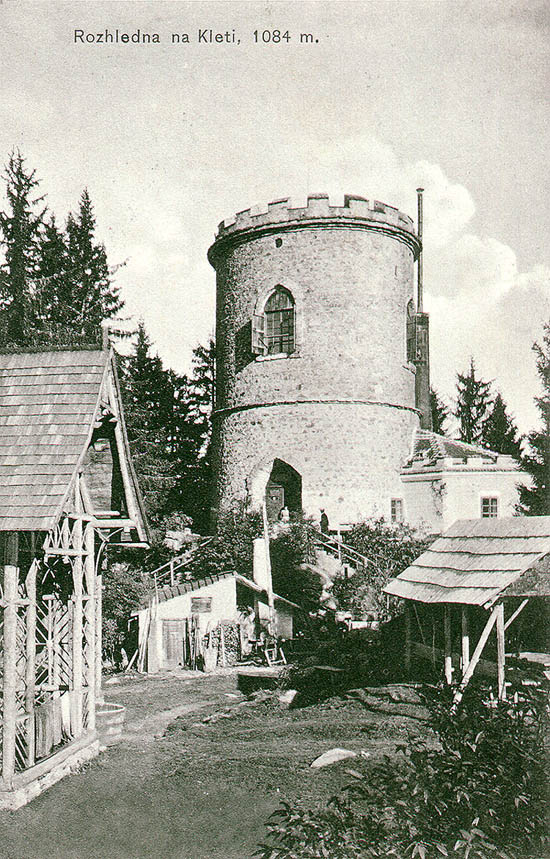
Rozhledna na Kleti, sbírkový fond Okresního vlastivědného muzea Český Krumlov
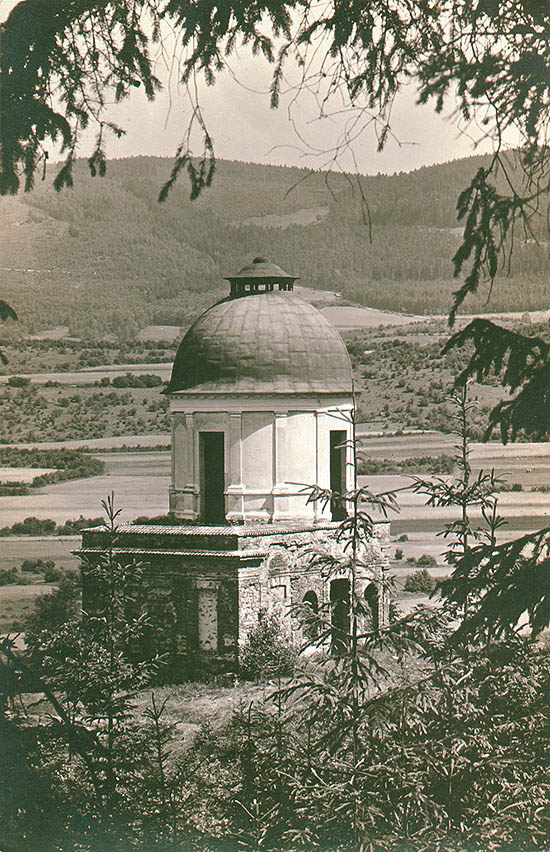
Ptačí hrádek u Českého Krumlova, sbírkový fond Okresního vlastivědného muzea Český Krumlov